# Bidragsstiftelsen
Bidragsstiftelsen är en svensk stiftelse bildad år 1961. Stiftare är DHR som även tillsätter styrelse och revisorer.
Organisationens syfte är att stötta personer med nedsatt rörelseförmåga, utan grund i intellektuell eller neuropsykiatrisk funktionsnedsättning, ekonomiskt genom bidrag till bland annat studier, tekniska hjälpmedel, anpassade fritids- och idrottsredskap samt rehabiliteringsresor eller semestervistelser.
Bidragsstiftelsen tar emot och förvaltar ekonomiska medel som kommer från gåvor och testamenten. Cirka 200–300 bidrag per år delas ut till människor i alla åldrar. Organisationen förvaltar även medel som tillhör andra stiftelser genom testamenten och där testamentet anger särskilda ändamål och villkor för att bidraget ska kunna lämnas ut.
Utöver bidragsverksamheten arbetar stiftelsen med att stödja forskning inom funktionshinderområdet, stödja innovation inom området hjälpmedel som kan underlätta det vardagliga livet för människor med rörelsehinder, samt stödja parasport och annan verksamhet som kan bidra till att fler tränar och utövar idrott på sin fritid.
Bidragsstiftelsen är registrerad i stiftelseregistret som förs av Länsstyrelsen i Stockholms län. 